# Borut Božič
Borut Božič (Idrija, Eslovenia, 8 de agosto de 1980) es un ciclista esloveno profesional desde 2004 hasta 2018.
Los grandes triunfos de su carrera incluyen la sexta etapa de la Vuelta a España 2009, la general del Tour de Valonia 2007 y la primera etapa del Tour de Polonia 2009, gracias a la cual mantuvo el liderato dos días. Destacó como esprínter.
El 15 de mayo de 2019 fue suspendido de manera provisional por estar implicado en la Operación Aderlass. El 9 de octubre de 2019, la UCI confirmó la sanción hasta el 14 de mayo de 2021 por el uso de métodos y/o sustancias prohibidas así como la anulación de todos sus resultados en el año 2012.

## Palmarés
| 2004 - 2 etapas de la Vuelta a Eslovenia 2005 - 1 etapa del Tour del Porvenir - Jadranska Magistrala, más 1 etapa 2006 - Istrian Spring Trophy, más 1 etapa - 2 etapas de la Vuelta a Eslovenia - 3 etapas de la Vuelta a Cuba - 3 etapas del Tour de Olympia 2007 - Gran Premio de Kranj - Tour de Valonia - 1 etapa del Tour de Irlanda 2008 - 1 etapa de la Estrella de Bessèges - Campeonato de Eslovenia en Ruta | 2009 - 2 etapas de la Vuelta a Bélgica - 1 etapa del Tour de Polonia - 1 etapa del Tour de Limousin - 1 etapa de la Vuelta a España 2010 - 2 etapas de la Estrella de Bessèges - 1 etapa de la Vuelta a Gran Bretaña - 3.º en el Campeonato de Eslovenia Contrarreloj 2011 - 1 etapa de la Vuelta a Suiza \| Resultados anulados desde el 1/1/2012 al 31/12/2012 \| \| --------------------------------------------------- \| \| 2012 - Campeonato de Eslovenia en Ruta \| 2015 - 3.º en el Campeonato de Eslovenia en Ruta |
| Resultados anulados desde el 1/1/2012 al 31/12/2012 | |
| 2012 - Campeonato de Eslovenia en Ruta | |

## Resultados en Grandes Vueltas y Campeonatos del Mundo
| Carrera         | Carrera         | 2004 | 2005 | 2006 | 2007 | 2008 | 2009  | 2010 | 2011  | 2012  | 2013 | 2014  | 2015 | 2016 | 2017  | 2018 |
| --------------- | --------------- | ---- | ---- | ---- | ---- | ---- | ----- | ---- | ----- | ----- | ---- | ----- | ---- | ---- | ----- | ---- |
|                 | Giro de Italia  | —    | —    | —    | —    | —    | —     | —    | Ab.   | —     | —    | 124.º | —    | —    | —     | —    |
|                 | Tour de Francia | —    | —    | —    | —    | —    | —     | —    | 136.º | 129.º | —    | —     | —    | Ab.  | 160.º | —    |
|                 | Vuelta a España | —    | —    | —    | —    | —    | 102.º | —    | —     | —     | —    | —     | —    | —    | —     | —    |
| Mundial en Ruta | Mundial en Ruta | —    | —    | 76.º | Ab.  | 64.º | Ab.   | Ab.  | 7.º   | 82.º  | Ab.  | —     | Ab.  | —    | —     | —    |

—: no participa

Ab.: abandono

## Equipos
- Perutnina Ptuj (2004-2006)
- Team L.P.R. (2007)
- Cycle Collstrop (2008)
- Vacansoleil (2009-2011)
  - Vacansoleil Pro Cycling Team (2009-2010)
  - Vacansoleil-DCM Pro Cycling Team (2011)
- Astana Pro Team (2012-2015)
- Cofidis, Solutions Crédits (2016)
- Bahrain Merida (2017-2018)